# Ficărești
Ficărești falu Romániában, Erdélyben, Fehér megyében. Közigazgatásilag Alsóvidra községhez tartozik.

## Fekvése
Aranyosponor mellett fekvő település.

## Története
Ficăreşti az Erdélyi-középhegységben fekvő, Alsóvidráhoztartozó, a hegyoldalakban szétszórtan fekvő, pár házas, mócok lakta települések egyike,[forrás?] mely korábban Aranyosponor része volt. 1956 körül vált önálló településsé 103 lakossal. 1966-ban 96, 1977-ben 76, 1992-ben 62, a 2002-es népszámláláskor 53 román lakosa volt.